# Канана Євген Віталійович
Євген Віталійович Канана (нар. 27 березня 1953, Сталіне) — колишній радянський футболіст, по завершенні ігрової кар'єри — радянський та український футбольний арбітр, суддя всесоюзної категорії та футбольний функціонер. Заслужений тренер України.
Як гравець виступав за «Шахтар» (Донецьк), «Локомотив» (Жданов), «Восток» (Усть-Каменогорськ) та «Газовик» (Оренбург). По завершенні ігрової кар'єри залишився у футболі і став футбольним суддею. У 1990 році увійшов в десятку найкращих арбітрів СРСР. З 1989 по 1991 роки судив ігри Вищої ліги СРСР та міжнародні матчі. Після цього працював на матчах Вищої ліги України. Арбітр першого в історії фіналу Кубка України (1992).
Як функціонер (начальник команди) почав працювати в макіївському «Бажановці». Потім працював в донецькому «Металурзі» (спортивним директором і віце-президентом), керував будівництвом клубного стадіону в Донецьку. Після цього, з 1997 по 2008 роки, працював у донецькому «Шахтарі»: спочатку на посаді глави селекційного відділу, а пізніше — начальника команди. Займався реконструкцією УТБ ФК «Шахтар». З грудня 2010 року — спортивний директор «Маріуполя».

## Біографія

### Кар'єра футболіста
Народився в Донецьку у районі Рутченкове в шахтарській сім'ї. У дев'ять років потрапив до футбольної школи місцевого «Шахтаря» до дитячого тренера Петра Пономаренка. Він відразу визначив Євгена в півзахисники і як приклад для наслідування приводив молодому хлопцю півзахисника московського «Торпедо» і збірної СРСР Миколи Маношина, який завжди грав під шостим номером шість. В результаті під цим номером майже усю кар'єру грав і сам Канана.
З 1970 року Канана став виступати за резервну команду «гірників». У квітні 1972 року матч дублюючих складів проти «Алги» з Фрунзе проходив на малій батьківщині Євгена в Рутченкові. В результаті на гру прийшли друзі, знайомі, родичі і мама молодого футболіста. Було дуже жарко, і вона принесла з собою літрову пляшку молока, щоб Канана відновив сили після гри. Після фінального свистка в роздягальню зайшов тренер головної команди Олег Базилевич, який привітав усіх з перемогою і додав, що двоє зі складу повинні поїхати зараз на базу Кірша, щоб готуватися до завтрашньої гри основних складів. Цими двома виявилися Канана і Валерій Горбунов (у майбутньому багаторічний гравець основного складу «Шахтаря» і молодіжної збірної СРСР, у складі якої став чемпіоном Європи), не зважаючи на те, що обидва відіграли всі 90 хвилин.
Прибувши на базу, Канана відразу пішов у власну кімнату і ліг спати. В результаті доктор Лев Кожанов розповів Базилевичу, що молодий Канана раніше всіх ліг спати — ще о пів на восьму, випивши молока. Кожанов вважав, що молоко прекрасно відновлює сили, а тому звернув увагу тренера на те, який серйозний підхід у молодого хлопця. У підсумку такий збіг обставин — вдале місце проведення матчу, спека, яка змусила мою матір принести з собою молоко на стадіон, ранній сон і погляди Кожанова — допомогли Канані несподівано потрапити в основний склад дорослої команди.
На наступний день пройшло передматчеве тренування, а потім на установці Базилевич сказав, що в стартовому складі в середині поля зіграють Юрій Севідов і Євген Канана. Таким чином молодий дебютант повинен був замінити лідера команди Анатолія Конькова, який тоді в складі збірної СРСР готувався до чемпіонату Європи. На 28-й хвилині Канана пробив по воротах здалеку і м'яч, зачепивши рикошетом центрфорварда Віктора Прокопенка, влетів в сітку. В результаті ту гру «Шахтар» виграв 3:0. Загалом зігравши у 5 іграх сезону 1972, він з командою посів друге місце у Першій лізі та вийшов до найвищого дивізіону країни.
Втім у вищій лізі СРСР Канана зіграв лише одну гру — 1 листопада 1973 року в гостях проти московського «Динамо» (0:2), вийшовши на заміну на 72 хвилині замість Юрія Ванкевича. Також Канану постійно викликали до юнацької збірної СРСР, яку тоді очолював легендарний Євген Лядін. За свідченнями самого Канани, успіх запаморочив йому голову і він вирішив що вже зірка. В результаті Канана активно порушував режим, що призвело до того, що кар'єра футболіста забуксувала і 1973 року йому довелось покинути «Шахтар».
Надалі Канана грав у клубах Другої ліги СРСР за «Локомотив» (Жданов), «Восток» (Усть-Каменогорськ) та «Газовик» (Оренбург) і у 28 років завершив ігрову кар'єру.

### Кар'єра судді
Віктор Звягінцев, і за це я йому безмежно вдячний. Після завершення ігрової кар'єри Канана пішов працювати на шахту імені Горького. Начальником ділянки, на якому він працював, був Олег Олександрович Чуб, пристрасний футбольний уболівальник. Під його керівництвом працювали багато колишніх гравців. Серед них були Віктор Звягінцев, Володимир П'яних і Юрій Дудинський. Вони грали і за ділянку на першість шахти, і за саму шахту в різних турнірах. Коли Звягінцев став судити чемпіонат Донецької області та чемпіонат України серед виробничих колективів, він запросив і Канану зайнятися цією справою.
В результаті практично відразу був запрошений на збори в Мукачеве, де виникла донецька суддівська бригада — Канана, Звягінцев і П'яних, яка дісталася до рівня вищої ліги чемпіонату СРСР. У ті часи система суддівства була дещо іншою, не було жорсткого поділу на суддів в полі і бокових, тобто кожен роль на полі у арбітрів змінювалась від матчу до матчу. Канана як головний арбітр судив фінальну гру Кубка Федерації футболу СРСР 1988 року між «Кайратом» (Алма-Ата) та «Нефтчі» (Баку)
Після проголошення незалежності України з 1992 року став судити матчі вищої ліги України, а також отримав честь відсудити історичний перший фінал Кубка України, в якому зустрілися одеський «Чорноморець» та харківський «Металіст». Арбітра того фіналу вибирав жереб. Претендентів було троє: Ярослав Грисьо зі Львова, Володя Туховський з Сімферополя і Канана. Процедура жеребкування проходила в присутності керівників Федерації, головних тренерів і начальників команд. Жереб випав саме на Канану, але судити фінал йому заважав біль в коліні. Перед матчем його зробили знеболюючий укол і наклали пов'язку, яку Євген намагався заховати під гетрами. Втім основний час закінчився внічию 0:0 і перед початком додаткового Канані потайки зробили ще один укол. Незабаром після цього на 107-й хвилині Ілля Цимбалар забив переможний м'яч, а Канана, відсудивши ще один рік, змушений був через травми дочасно завершити суддівську кар'єру. Загалом у Вищій лізі України як головний арбітр відсудив 28 ігор, по 14 у сезонах 1992 та 1992/93

### Кар'єра функціонера
Завершивши суддівську кар'єру, Канана одного разу прогулюючись з дружиною Тетяною по ринку, зустрів Юрія Борисовича Грядущого, який теж колись працював на тій же шахті Горького і був там начальником дільниці і теж був небайдужий до футболу. Тепер же він був директором макіївської шахти імені Бажанова, на базі якої була команда другої ліги «Бажановець», ставши начальником команди, а пізніше став брати участь і в селекції.
З Кананою команда увійшла в першу лігу, і на домашні ігри ходило досить багато глядачів, а через команду пройшли майбутні українські збірники Геннадій Орбу, Сергій Валяєв та Сергій Ковальов. Але з часом старі радянські механізми організації підприємств все більше йшли в минуле, і в нових умовах утримувати команду виявилося занадто витратно. До того ж Грядущий покинув шахту Бажанова, пішовши на підвищення в «Макіїввугілля». В результаті проект був закритий.
Щоправда до цього моменту Канана вже перебрався в донецький «Металург», куди його запросили Сергій Середа та Олександр Косевич. У них були грандіозні плани і «Металург» швидко пройшов шлях з другої ліги до першої, а потім і вищої. Канана був запрошений допомогти в реконструкції власного стадіону «Металург», і йому в цьому тоді допоміг директор ДМЗ Олександр Риженков. Одними з перших в Україні вони привезли готовий футбольний газон зі Швеції, і успішно його поклали, а також встановили дренаж.
1997 року до Канани приїхав Яремченко, який тренував тоді «Шахтар» і дав слухавку, по якій Євген поговорив з Рінатом Ахметовим, власником донецького клубу. Він запропонував з'їздити до Португалії, трохи відпочити і заодно подивитися гру за участю «Боавішти», з якою «Шахтарю» потрібно було незабаром зіграти в Кубку кубків. Приїхавши на місце, Канана відвідав матч «Боавішта» — «Порту». Потім прилетіла донецька команда, і Яремченко запросив Канану на теоретичне заняття, на якому Євген Віталійович висловив свої думки щодо гри суперника. На наступний день був матч і «Шахтар» виграв 3:2. Це була перша серйозна виїзна європейська перемога команди з тих пір, як клуб очолив Ахметов, який перший рік керував клубом. Він по телефону привітав Канану і подякував за сприяння. Таким чином Канана опинився в «Шахтарі», у структурі якого провів наступні 11 років.
У новому клубі Канана знову розпочав із будівництва, клуб вирішив побудувати на місці старої нову сучасну базу «Кірша» з сучасними полями і відновлювальним центром і Канана брав у цьому проекті активну участь.
Втім згодом Канана тяжко захворів і протягом трьох років практично ні з ким не спілкувався, рідко виходячи з дому. Євген Віталійович полетів до Німеччини в клініку. Операція була важкою, але все обійшлося, і Євген повернувся в Донецьк. Там йому запропонували зайнятися селекцією для молодіжного складу «Шахтаря».
У кінці 2010 року головному тренеру донецької «молодіжки» Валерію Яремченку надійшла пропозиція очолити маріупольський «Іллічівець», і він покликав Канану з собою на посаду спортивного директора, а разом з ними вирушила ціла група молодих футболістів з дубля. Перший сезон був дуже важким і клуб був на межі вильоту з Прем'єр-ліги. У останньому матчі сезону для порятунку потрібно було обіграти київське «Динамо» з Андрієм Шевченком, але після першого тайму київська команда вела 2:0.
|                | У перерві в роздягальні стояла гробова тиша. Яремченко сидів мовчки, а мене, як то кажуть прорвало — хоча я не мав право порушувати субординацію, я сказав хлопцям, «Таврія» мовляв виграє 2:0 у «Севастополя» (хоча насправді рахунок в тому матчі після першого тайму був 0:0), і вам потрібно зіграти в нічию. Давайте виходьте і бийтеся, втрачати нічого. Я блефував, адже потрібно було щось зробити, якось розворушити команду. |
| — Євген Канана | |

В результаті маріупольцям вдалося переламати хід гри і обіграти невмотивованих «динамівців» 3:2 та зберегти прописку в еліті.

## Особисте життя
Батько загинув в шахті. Мати виховувала Євгена з братом одна.
Має дружину Тетяну та сина Андрія. 